# 日鋼記念看護学校
日鋼記念看護学校 （にっこうきねんかんごがっこう）とは、北海道室蘭市にある私立の専修学校。運営母体は、社会医療法人母恋（ぼこい)

## 概要
- 室蘭市にある災害拠点病院の日鋼記念病院に併設している看護師養成の専修学校。2011年で創立100周年を迎える北海道でも有数の伝統ある学校である。
- 入学定員の40%程度を定員として推薦入試を導入している。これは高校卒業見込み者の他に35歳以下の社会人(大学等卒業者)も対象としており、平成23年度は55名の既卒者が受験した。
- 一般入試倍率は近年上昇しており、後期試験は10倍近い難関になっている。
- 就職は日鋼記念病院を初めとする道内病院のほか、日鋼記念病院が医師派遣を受ける昭和大学付属病院などの道外への就職もある。

## 沿革
- 1911年（明治44年） - 日本製鋼所職工共済会病院附属私立産婆養成所として設立。
- 1919年（大正8年） - 日本製鋼所病院看護婦養成所設立。
- 1951年（昭和26年） - 法改正により日本製鋼所病院乙種看護婦養成所と改称。
- 1953年（昭和28年） - 日本製鋼所病院乙種看護婦養成所を日本製鋼所病院准看護婦養成所と改称。
- 1964年（昭和39年） - 日本製鋼所病院高等看護学院として看護婦科（2年課程）を新設し2課程となる。
- 1968年（昭和43年） - 日本製鋼所病院准看護婦養成所並びに日本製鋼所病院高等看護学院を統合し、日本製鋼所病院看護学院看護婦科並びに准看護婦科設立。
- 1980年（昭和55年） - 運営母体である医療法人が、株式会社立の病院から医療法人となる。
- 1986年（昭和61年） - 3月をもって准看護婦科を廃止することを決定し、昭和62年の募集を取り止める。
- 1987年（昭和62年） - 現校舎竣工。
- 1988年（昭和63年） - 日本製鋼所病院看護学院を閉校、日鋼記念看護学校看護第1学科並びに看護第2学科を開校。
- 1996年（平成8年） - 専修学校専門課程に認可される。
- 1997年（平成9年） - 専修学校の専門課程修了者に対し、専門士の称号が付与される。
- 2003年（平成15年） - 看護第2学科を閉科し、看護第1学科は看護学科となる。視聴覚室や情報処理室ホール等が増築。
- 2004年（平成16年） - 看護学科 1学年定員70名。
- 2007年（平成19年） - 12月に運営母体が「医療法人　母恋」と改称。
- 2010年（平成22年） - 3月に運営母体が社会医療法人に認可され、「社会医療法人　母恋」と改称。

## 設置学科
- 看護学科 （3年制・昼間）
  - 学年定員70名、総定員210名

## 所在地
- 北海道室蘭市新富町1丁目5－13

## アクセス
- JR室蘭本線母恋駅下車徒歩5分

## 取得できる資格・免許状

### 看護学科
- 専門士称号
- 看護師国家試験受験資格
- 保健師・助産師学校（保健師助産師看護師養成所）および養護教諭養成学校受験資格